# اورانیل استات
اورانیل استات (به انگلیسی: Uranyl acetate) با فرمول شیمیایی UO۲(CH۳COO)۲ (anhydrous)
UO۲(CH۳COO)۲·2H۲O (dihydrate) یک ترکیب شیمیایی است. که جرم مولی آن ۴۲۴٫۱۴۶ g/mol می‌باشد. شکل ظاهری این ترکیب، پودر زرد رنگ است.